# Martine Ohr
Martine Ohr (Den Helder, 11 juni 1964) is een voormalig Nederlands hockeyster. Ze heeft 109 interlands gespeeld en 19 doelpunten gemaakt voor de nationale hockeyploeg. Ook nam ze driemaal deel aan de Olympische Spelen en won ze hierbij in totaal twee medailles. Ze was een trouwe speelster van de hockeyclub HDM, ze heeft nooit ergens anders gespeeld.
Ohr was een talentvolle spits met mooie ingevingen. Ze was een buitenspeelster die weinig scoorde, maar graag anderen vrij zette voor het doel. Ze maakte deel uit van de Nederlandse hockeyploeg die goud won op de Olympische Spelen van 1984 in Los Angeles. Ze speelde alleen de laatste twee minuten van de laatste wedstrijd (tegen Australië). Had ze die twee minuten niet gespeeld, had ze geen gouden medaille gekregen.
Ze ging werken als jurist.

## Erelijst
- OS 1984
- OS 1988
- WK 1983, 1986
- EK 1984
- Champions Trophy 1987

Carina Benninga · 
Det de Beus · 
Fieke Boekhorst · 
Marjolein Bolhuis-Eijsvogel · 
Marieke van Doorn · 
Irene Hendriks · 
Elsemiek Hillen · 
Aletta van Manen · 
Anneloes Nieuwenhuizen · 
Martine Ohr · 
Sandra Le Poole · 
Alette Pos · 
Lisette Sevens · 
Sophie von Weiler · 
Laurien Willemse · 
Margriet Zegers · 
Coach: Gijs van Heumen
Willemien Aardenburg · 
Carina Benninga · 
Det de Beus · 
Marjolein Bolhuis-Eijsvogel · 
Yvonne Buter · 
Marieke van Doorn · 
Annemieke Fokke · 
Noor Holsboer · 
Lisanne Lejeune · 
Helen Lejeune-van der Ben · 
Aletta van Manen · 
Anneloes Nieuwenhuizen · 
Martine Ohr · 
Sophie von Weiler · 
Laurien Willemse · 
Ingrid Wolff ·
Coach: Gijs van Heumen
Carina Benninga · 
Carina Bleeker · 
Annemieke Fokke · 
Noor Holsboer · 
Danielle Koenen · 
Helen Lejeune-van der Ben · 
Jeannette Lewin · 
Caroline van Nieuwenhuyze-Leenders · 
Martine Ohr · 
Wietske de Ruiter · 
Florentine Steenberghe · 
Carole Thate · 
Jacqueline Toxopeus · 
Cécile Vinke · 
Ingrid Wolff · 
Mieketine Wouters ·
Coach: Roelant Oltmans